# 澳門紅十字會
澳門紅十字會，全稱澳門特別行政區紅十字會（葡萄牙語：Cruz Vermelha da Região Administrativa Especial de Macau）。於1920年在澳門成立。1999年12月20日，隨澳門回歸中國而脫離葡萄牙紅十字會，正式成為中國紅十字會分會。

## 歷史
- 1920年 澳門紅十字會成立
- 1987年 易名為澳門紅十字會（葡萄牙紅十字會分會）
- 早期澳門紅十字會的辦公設施十分簡陋，曾設辦事處於美利大廈，即澳門大會堂位置。
- 1990年 澳門的葡萄牙慈善機構仁慈堂的幫助，將位於西灣民國大馬路，前身是善終病院的『夕陽別墅』以低廉租金租予紅十字會，成為澳門紅十字會當時的總部。
- 1992年 成立急救學校推廣急救知識，一班專業醫護人員組成急救隊伍為市民服務。
- 2000年5月8日 由澳門特區政府批給使用位於新口岸宋玉生廣場中土大廈三樓辦事處，命名為「亨利杜南中心」，並成為澳門紅十字會總部，由時任行政長官何厚鏵主持揭幕。
- 2003年 因應社會對病人護送需求大增，在衛生局、社工局、消防局等多個部門的協助下，成立非緊急護送部門，為行動不便、需要往返醫療機構就診的市民提供適切護送服務。
- 2003年 為南亞海嘯於議事亭前地舉辦大型籌款晚會。
- 2008年 捐助汶川大地震及協助災區援助。
- 2015年 隨著發展，原用多年西灣『夕陽別墅』服務中心不敷應用。在特區政府協助下，位於黑沙環的醫療輔助中心（行動站）開幕使用，西灣『夕陽別墅』關閉，完成歷史任務。
- 2017年8月23日天鴿風災，紅十字會於各區設立急救站、派駐救護車及人員駐守，處理傷者。
- 2018年9月超強颱風山竹襲澳，聯同多個保安部門，緊急撤離沿岸居民。同時派出救護車及人員駐守多個受災區域，提供即場的緊急救護服務。
- 2018年 舉辦防災運動會，向居民傳播防災意識。
- 2019年 在公眾場所設置AED機，助力本澳構建安全城市。
- 2020年 隨著新型冠狀病毒疫情發展，為配合特區政府的防疫工作，在人力資源緊張的情況下，緊急調派急救隊人員駐守口岸協助防疫工作。
- 2020年 郵電局發行以『澳門紅十字會一百周年』為題的新郵品，紀念澳門紅十字會履行人道博愛使命一百周年。
- 2020年 澳門紅十字會成立100週年紀念
- 2021年 澳門分別出現疫情，更多次啓動全民核檢；澳門紅十字會全力配合特區政府防疫工作，在衛生局及社工局支援下，進行核酸外展隊工作，為行動不便長期病患不便出門的病人，上門進行核酸檢測採樣工作。
- 2022年 6。18疫情，澳門紅十字會再次組織核酸採樣外展隊，上門為行動不便、長期病患者提供核酸採樣服務及運送紅、黃碼區病人前往醫院或轉移工作。
- 2023年 獲澳門特別行政區政府頒授銀蓮花榮譽勳章。

## 車輛

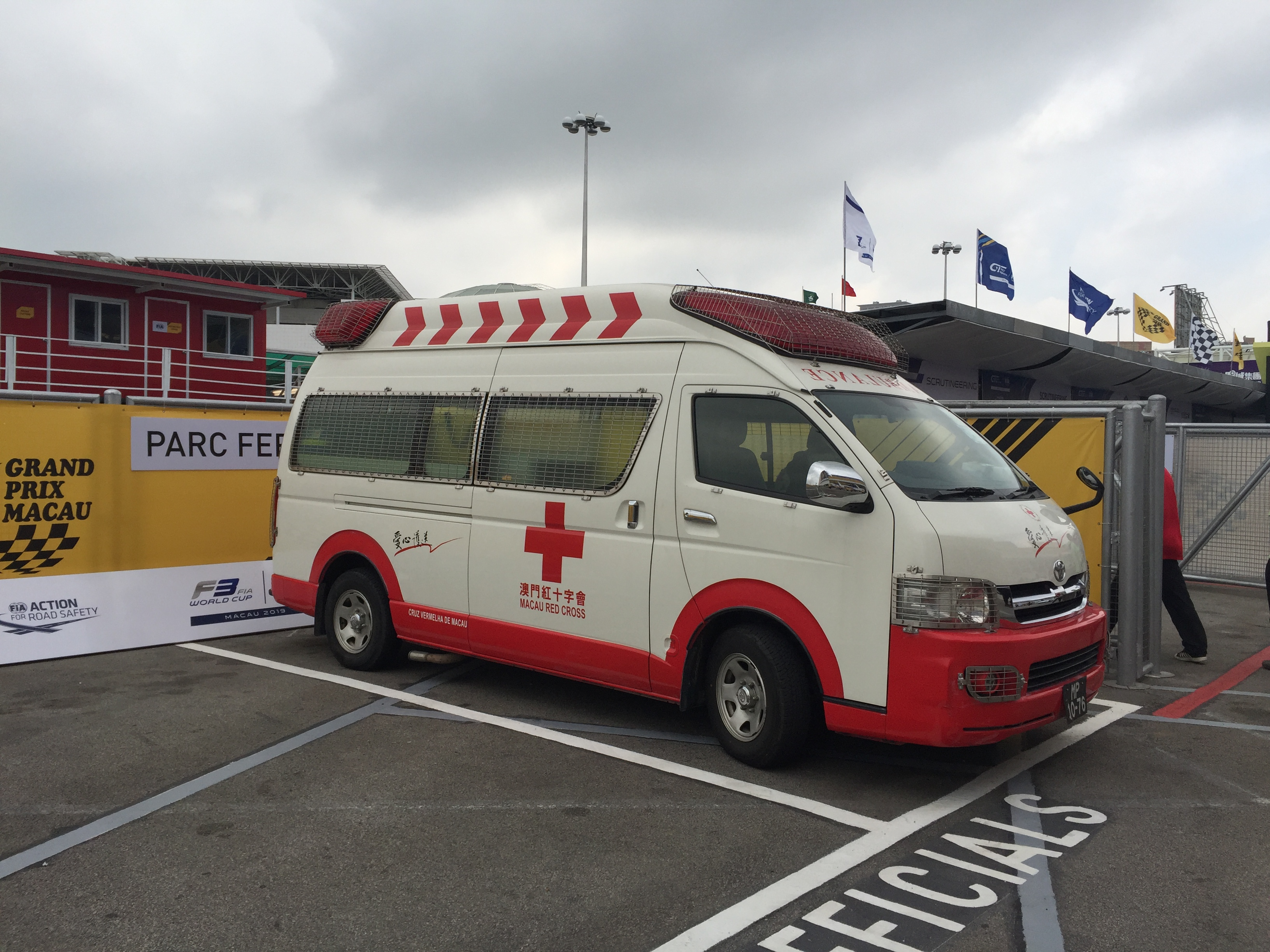
輕型救護車

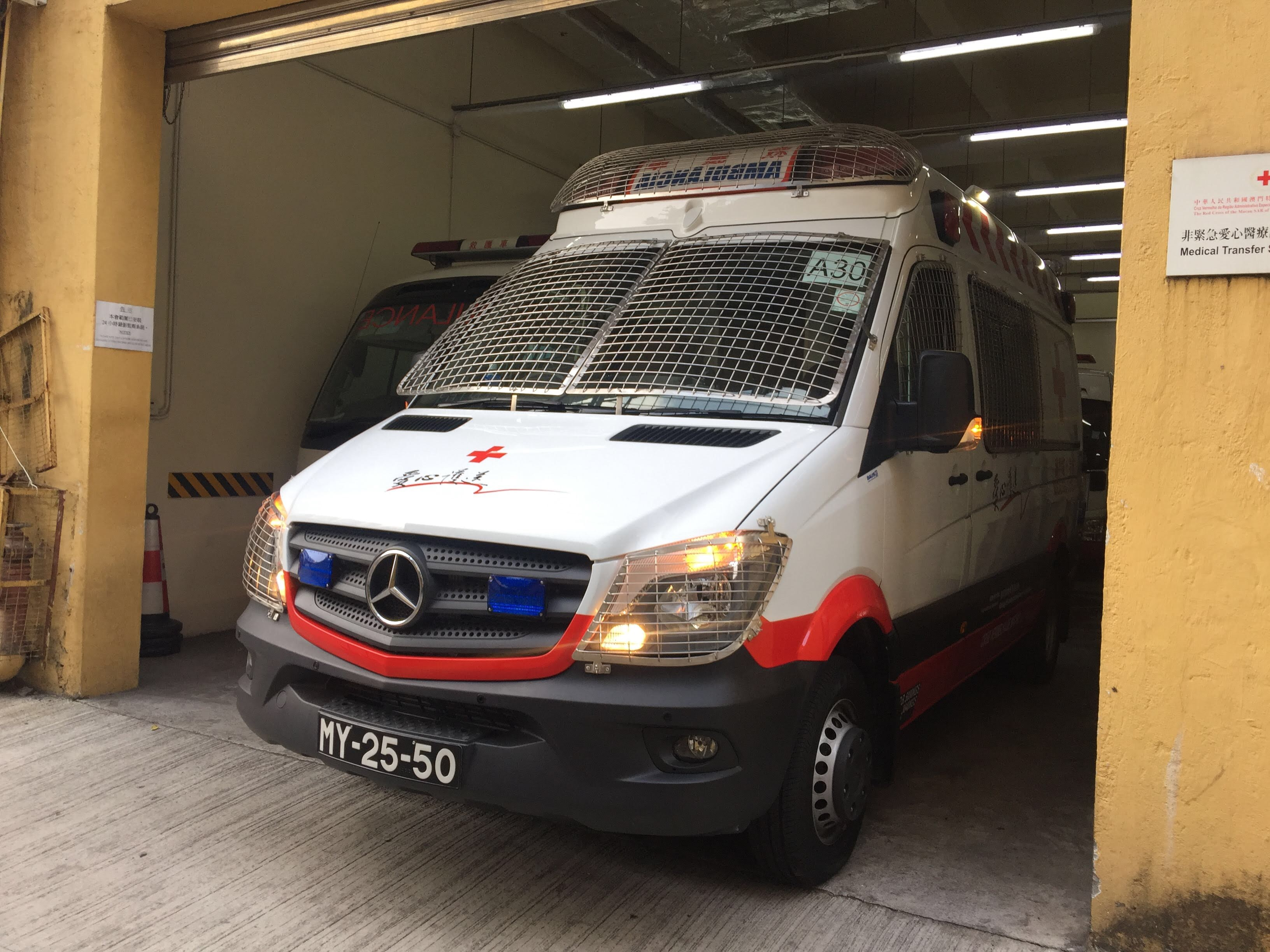
救護車

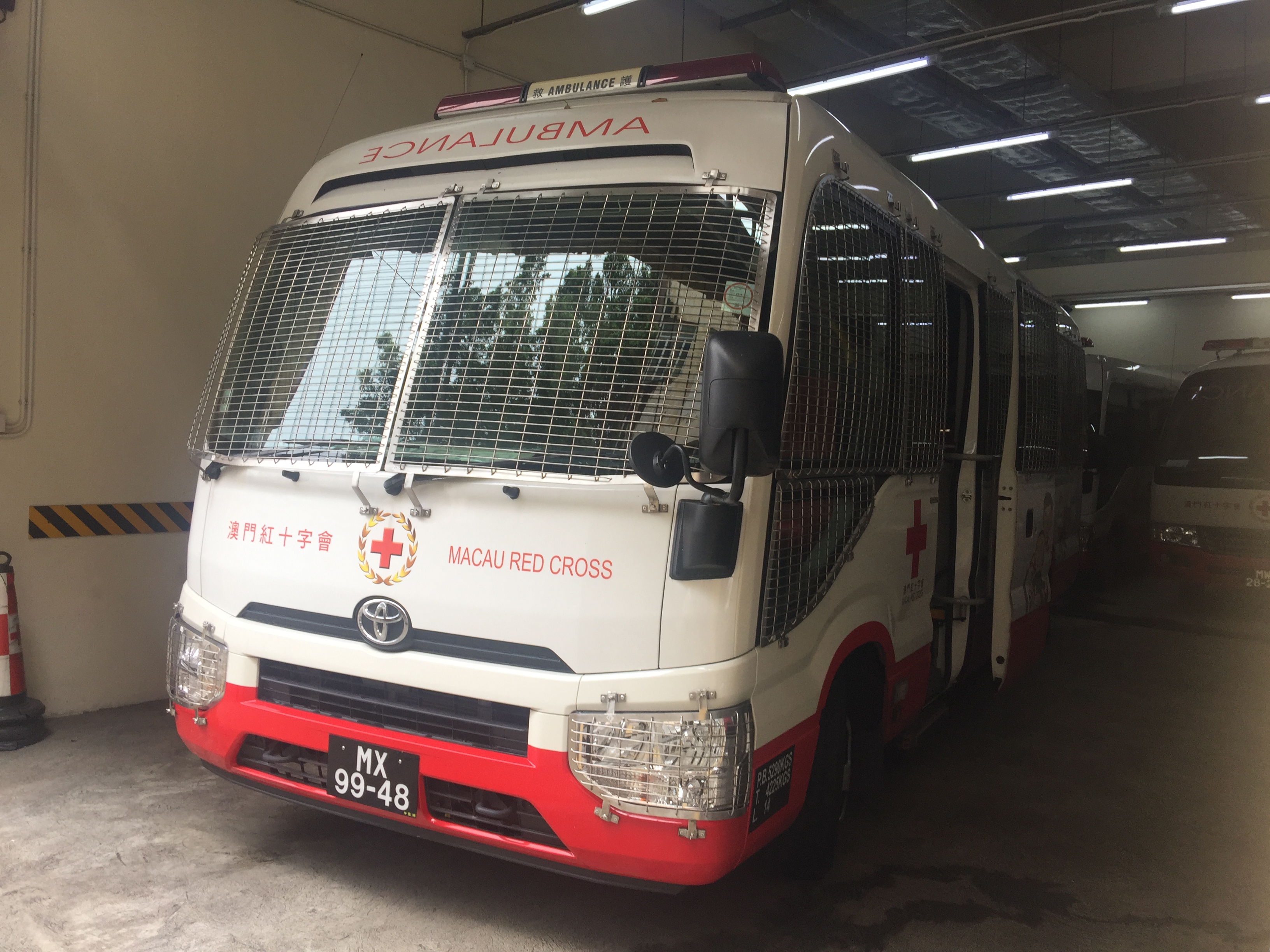
救護巴士

## 設施及設備

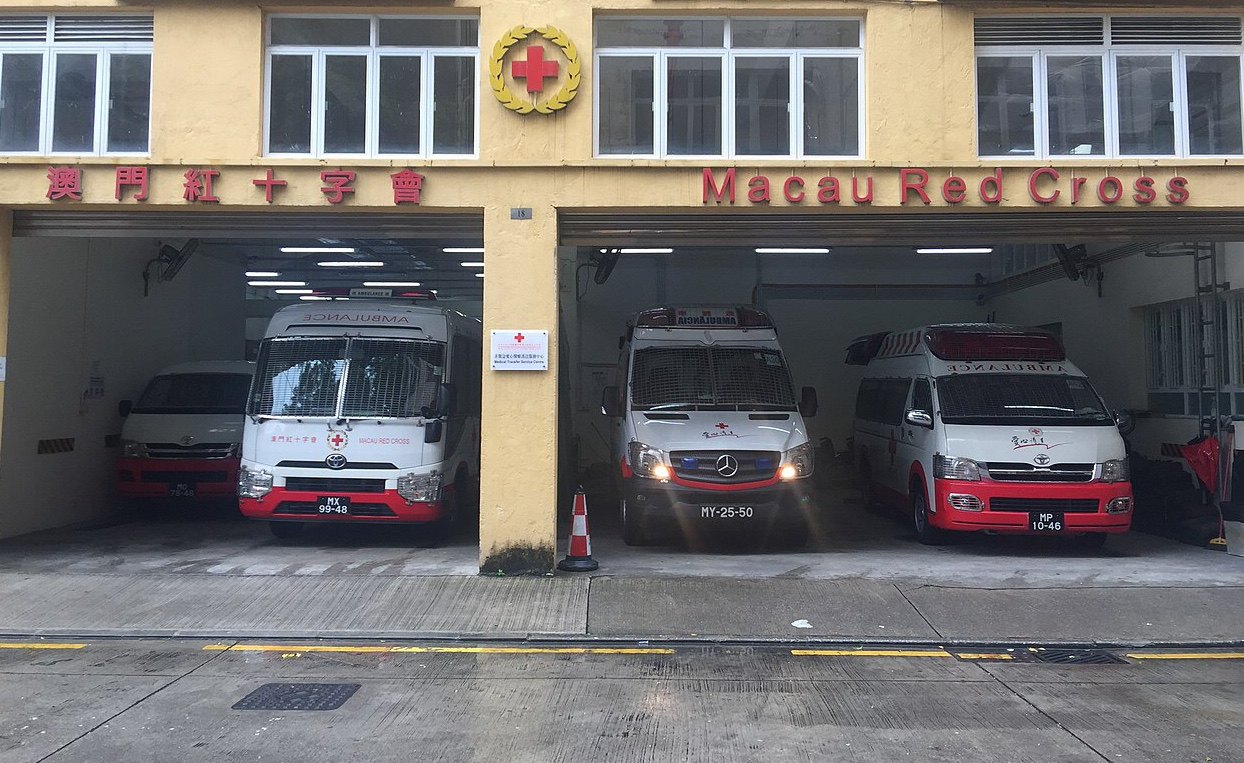
紅十字會黑沙環行動站

- 總部
- 黑沙環醫療輔助服務中心

## 功績
- 2003年 澳門特別行政區政府為肯定及表揚紅十字會為澳門本地社會事務作出的努力，向澳門紅十字會頒授"仁愛功績勳章"。

- 2023年 澳門特別行政區政府為肯定及表揚紅十字會在澳門疫情期間，協助特區政府防疫及核酸採樣工作，向澳門紅十字會頒授"銀蓮花榮譽勳章"。

## 相關法例
第547/99/M號訓令
經聽取諮詢會意見後;總督根據一九九九年十二月十三日第108/99/M號法令第一條第四款及第十一條b項之規定，以及《澳門組織章程》第十六條第一款b項之規定，命令：
獨一條——公布附於本法規並成為其組成部分之《澳門紅十字會章程》。
一九九九年十二月九日於澳門政府
命令公布
總督 韋奇立

## 外部連結
- 澳門紅十字會 （页面存档备份，存于）